# Fabrice Guy
Pour les articles homonymes, voir Guy.
Fabrice Guy, né le 30 décembre 1968 à Pontarlier (Doubs), est un spécialiste français du combiné nordique, une discipline qui comprend un concours de saut à ski et une course de ski de fond de 15 km. Membre de l'équipe de France, il est porte-drapeau et sacré champion olympique de sa discipline lors des Jeux olympiques d'hiver de 1992 à Albertville (France). Il remporte également la médaille de bronze par équipe lors des Jeux olympiques d'hiver de 1998 à Nagano (Japon). Il fait partie de la promotion 2015 des gloires du sport.

## Biographie

### Enfance et vie familiale
Sa famille est originaire de Mouthe. Son grand père est agriculteur sur la commune. Cependant les autres membres de sa famille sont des skieurs,, il est initié au ski alpin par sa mère, au ski de fond par son père (champion de France du 50 km en 1972) et au saut à ski par son oncle.
Paris Match paie l'intégralité des frais de son mariage afin d'obtenir l'exclusivité de celui-ci. Il a une fille et trois fils : Eliott, Edgar, Capucine et Samuel, ancien membre des équipes B de combiné nordique qui a pris sa retraite en 2016.

### Carrière sportive
Il est entraîné, ainsi que Sylvain Guillaume, à leurs débuts par Georges Bordat,.
Dès l'annonce de l'obtention des Jeux olympiques d'hiver de 1992 à Albertville le 17 octobre 1986, les entraîneurs et athlètes de l'équipe de France de combiné nordique se fixent l'objectif de remporter la médaille d'or en 1992. L'équipe de France est entraînée par Jacques Gaillard et Éric Lazzaroni. Il fait ses débuts internationaux en 1987, dans la Coupe du monde à Autrans avec une septième place.
L'hiver suivant, il participe à ses premiers jeux olympiques à Calgary avec Francis Repellin, Jean-Pierre Bohard (en) et Gilles Ziglioli. Il manque la cérémonie d'ouverture mais il se classe 20e de la course individuelle. L'hiver suivant, il obtient son premier podium en coupe du monde à Lake Placid. Lors des hivers 1990 et 1991, il signe trois nouveaux podiums en coupe du monde.
Lors de l'hiver 1991-1992, il remporte quatre victoires lors des cinq courses de coupe du monde disputées et devient le premier Français à avoir remporté la Coupe du monde de la discipline en 1992 grâce à six succès dans des épreuves. Jason Lamy-Chappuis ne lui a succédé qu'en 2010.

#### Sacre olympique (1992)
Il est choisi par le CNOSF pour être le porte-drapeau de la délégation française à l'occasion des Jeux olympiques d'hiver de 1992 à Albertville. Cependant, trois semaines avant le début des Jeux, il se blesse à un genou lors d'un match de football. Il souffre d'une lésion du latéral interne mais les entraîneurs de l'équipe de France préfèrent ne pas lui annoncer la gravité de sa blessure. Le 11 février 1992, il parvient à se classer troisième lors du concours de saut avec 222,1 pts derrière le Japonais Reiichi Mikata et l'Autrichien Klaus Ofner. Le lendemain, il termine largement en tête la course de 15 km à ski de fond, lui permettant de remporter la médaille d'or devant son compatriote Sylvain Guillaume, un autre franc-comtois. Lors de l'épreuve par équipes disputées les 16 et 17 février, il décroche une 4e place avec ses coéquipiers Sylvain Guillaume et Francis Repellin.

#### Deuxième médaille olympique et fin de carrière (1998-1999)
Lors des Jeux olympiques d'hiver de 1998 disputés à Nagano, au Japon, il remporte une médaille de bronze dans l'épreuve par équipe avec Nicolas Bal, Sylvain Guillaume et Ludovic Roux mais termine seulement à la 29e place en individuel. Il prend sa retraite sportive en 1999.

### Reconversion
Fabrice Guy est douanier. Il participe également à l'organisation d'épreuves sportives et entraîne les jeunes sauteurs sur le tremplin de Chaux-Neuve. 
Il est consultant pour France Télévisions aux Jeux olympiques de Sotchi en 2014, de PyeongChang en 2018 et de Pékin en 2022 pour les épreuves de combiné nordique et de saut à ski,,.
Il est également le parrain de Nordic Magazine, publication trimestrielle consacrée aux disciplines sportives nordiques.

## Palmarès

### Jeux olympiques d'hiver

Fabrice Guy lors des J.O. d'Albertville, le 17 février 1992
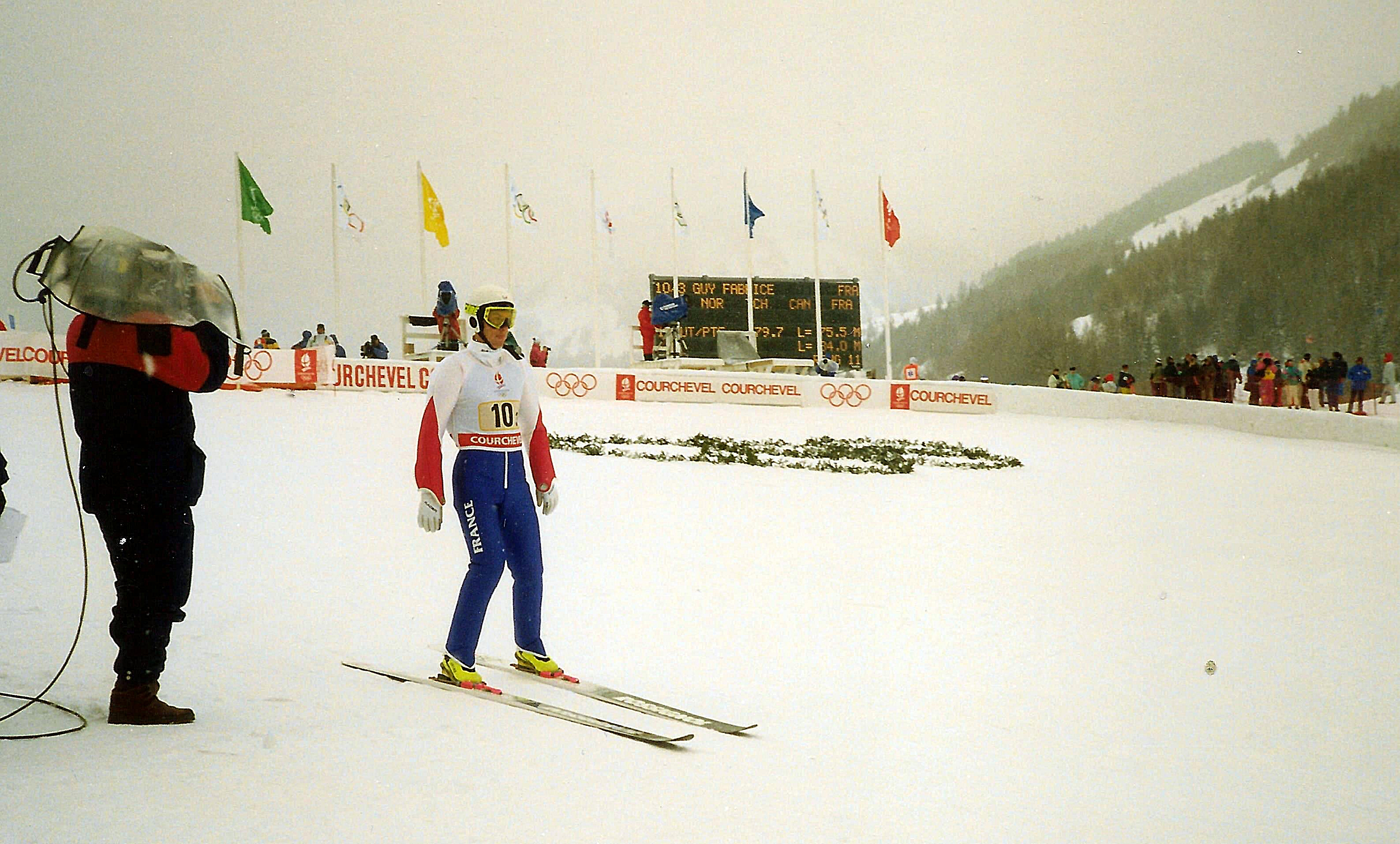
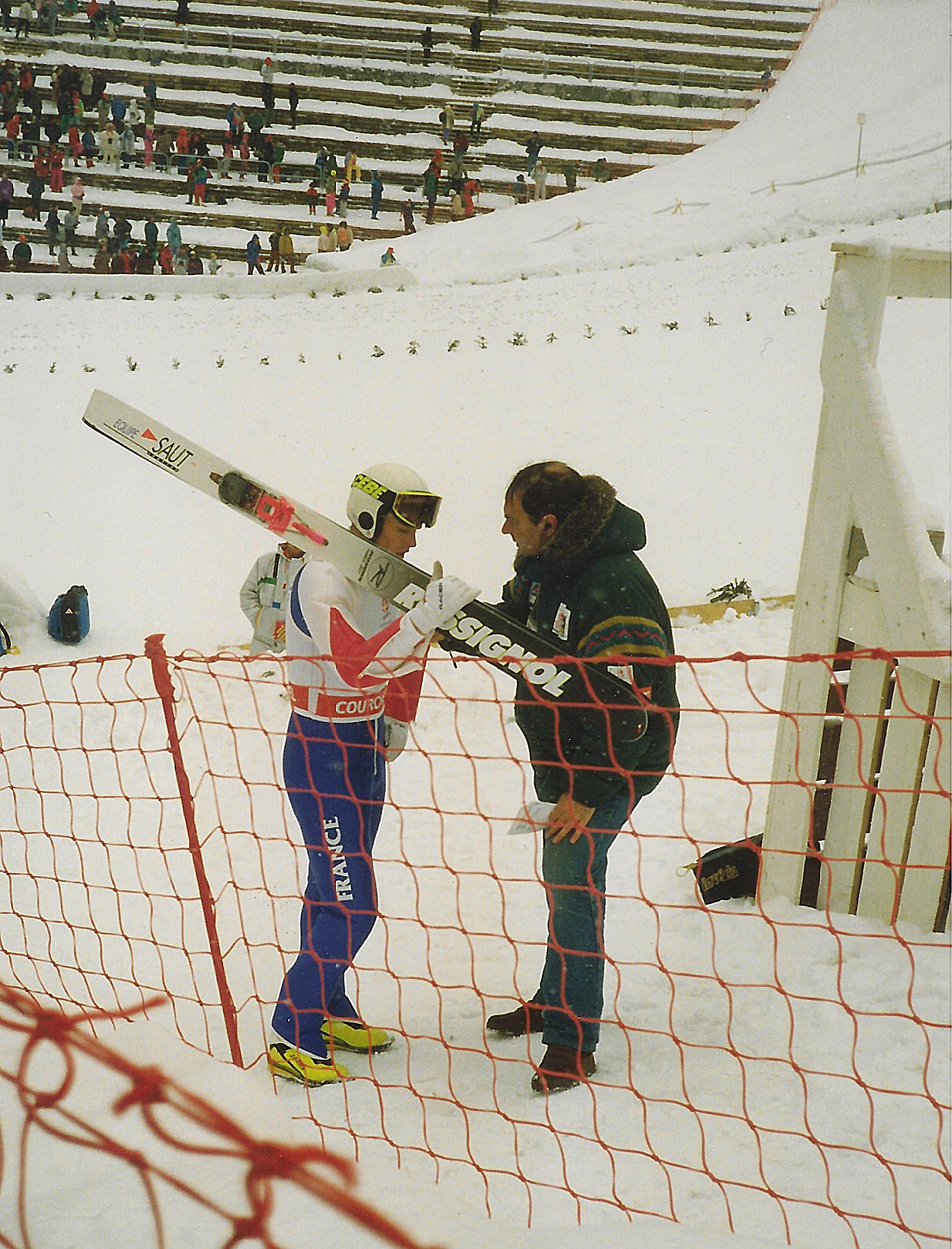
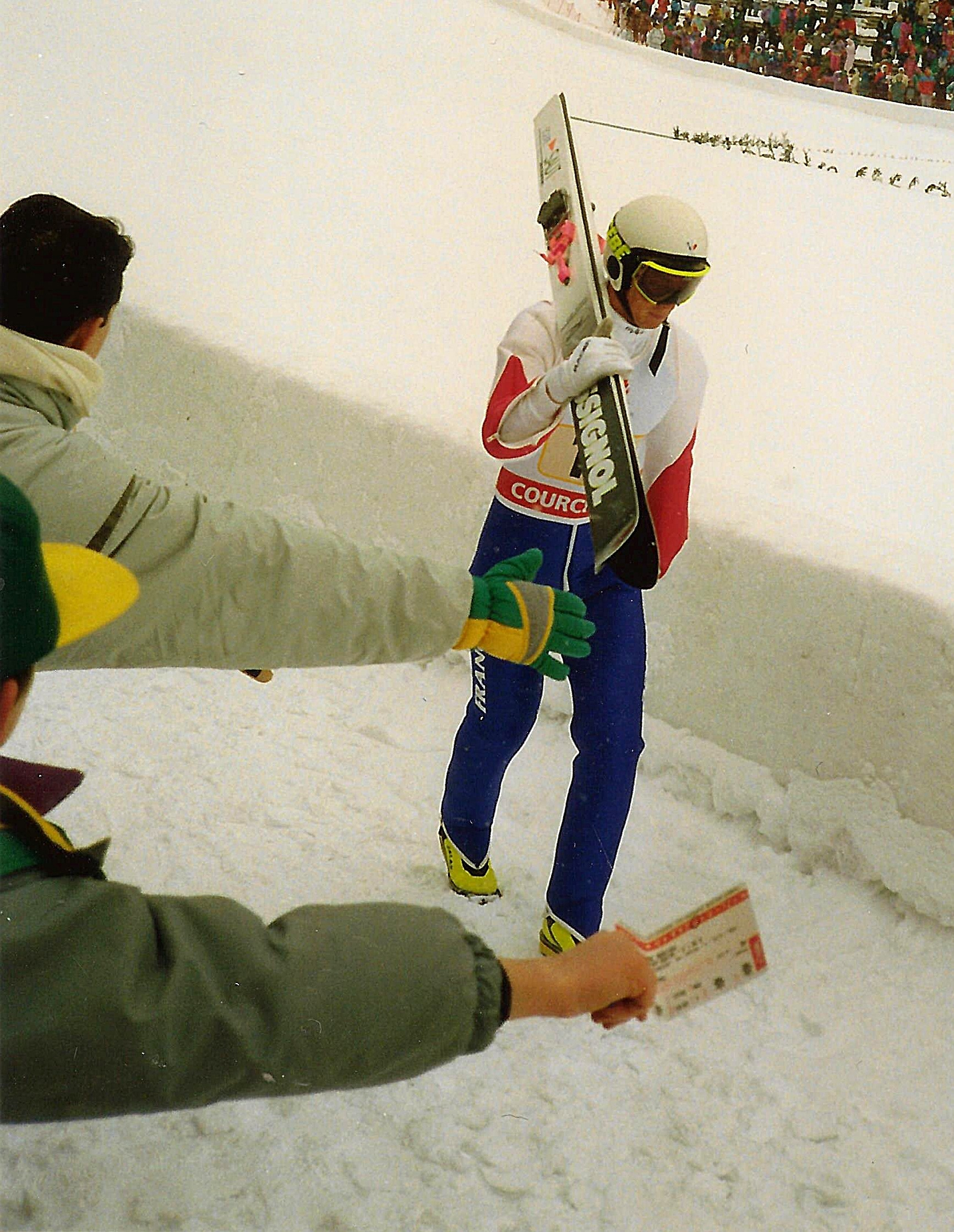

| Épreuve / Édition | Calgary 1988 | Albertville 1992 | Lillehammer 1994 | Nagano 1998 |
| Individuel        | 20e          | Or               | 17e              | 24e         |
| Par équipes       | 8e           | 4e               | 6e               | Bronze      |

### Championnats du monde de ski nordique
| Épreuve / Édition | Val di Fiemme 1991 | Trondheim 1997 | Ramsau 1999 |
| Individuel        |                    | Bronze         | 39e         |
| Par équipes       | Argent             |                | 4e          |

### Coupe du monde
- Vainqueur de la Coupe du monde 1992.
- 10 podiums dont 6 victoires.

#### Victoires
| Année | Lieu                                                         |
| 1992  | Štrbské Pleso, Courchevel, Schonach, Murau, Trondheim & Oslo |

### Coupe du monde B
- Victoire à  Chaux-Neuve le 23 décembre 1990

### Championnats de France
- 8 fois champion de France